# Aaron Aguilera
Jeffery Aaron Aguilera (nascido em 28 de Fevereiro de 1977) é um lutador de wrestling profissional mexico-americano e ator, mais conhecido pelo seus ring names Jesús e Uno, durante a sua passagem na WWE e Wrestling Society X. Atualmente ele compete como membro da Voodoo Murders, competindo na All Japan Pro Wrestling, como ZODIAC.

## No wrestling
- Ataques
  - Full nelson slam - PWG
  - Montezuma's Revenge
  - Reverse Russian legsweep
  - South of the Border
  - Seated chokeslam - UPW
  - Big boot
  - Diving axe handle smash
  - Diving headbutt[2]
  - Frog splash
  - Jaw Jacker
  - Military press slam
  - Single leg dropkick
  - Springboard flying clothesline

## Títulos
- Empire Wrestling Federation
  - EWF Heavyweight Championship (1 vez)[3]

- Golden State Championship Wrestling
  - GSCW Heavyweight Championship (2 vezes)

- Pro Wrestling WAR
  - PWW Heavyweight Championship (1 vez)

- Ultimate Pro Wrestling
  - UPW Tag Team Championship (3 vezes) - com Justin Sane (2) e Al Katrazz (1)

- West Coast Wrestling Alliance
  - WCWA Heavyweight Championship (1 vez)

- Nick Mayberry's Hardkore Championship Wrestling
  - Vencedor do HCW Incredible 8 Tournament (2006)